# Paraplacodus

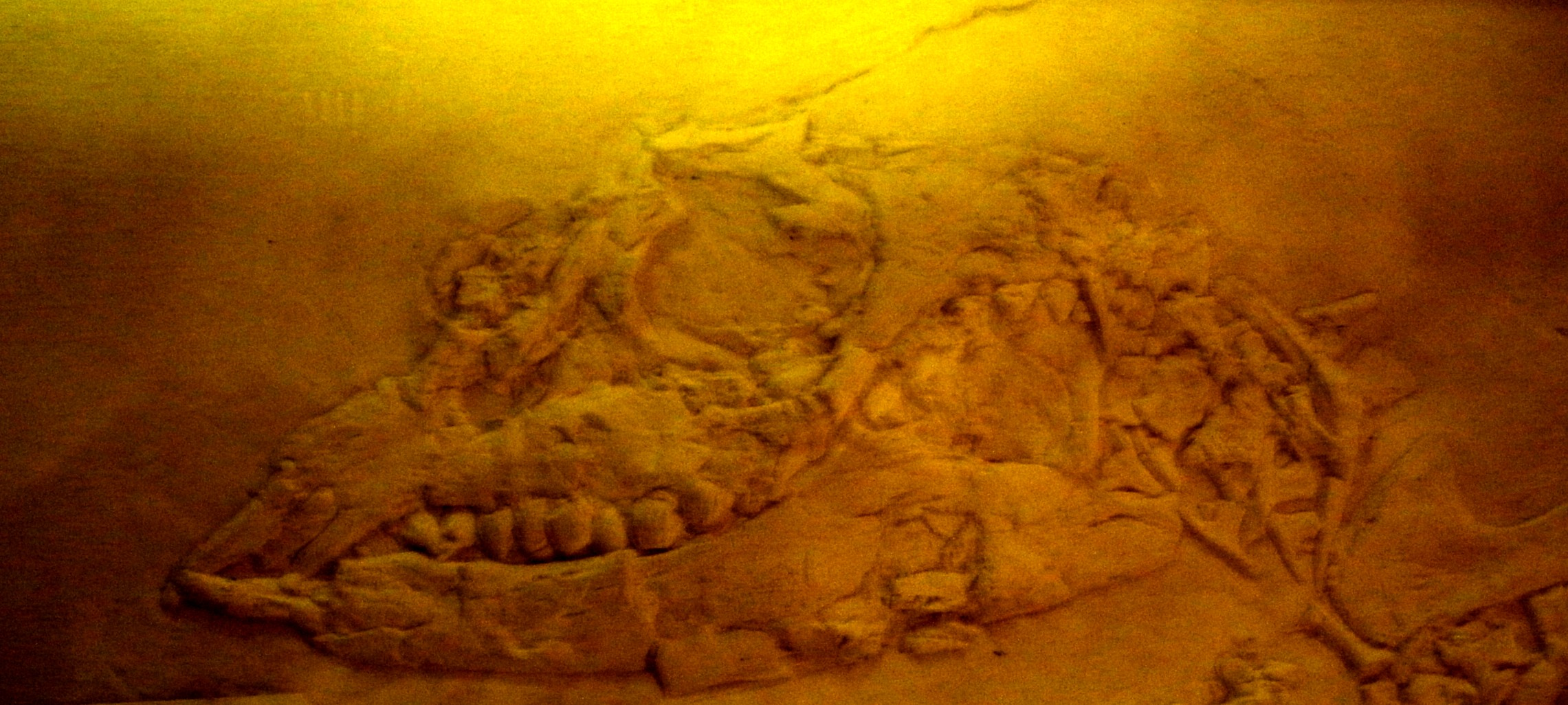
Een fossiel van Paraplacodus.

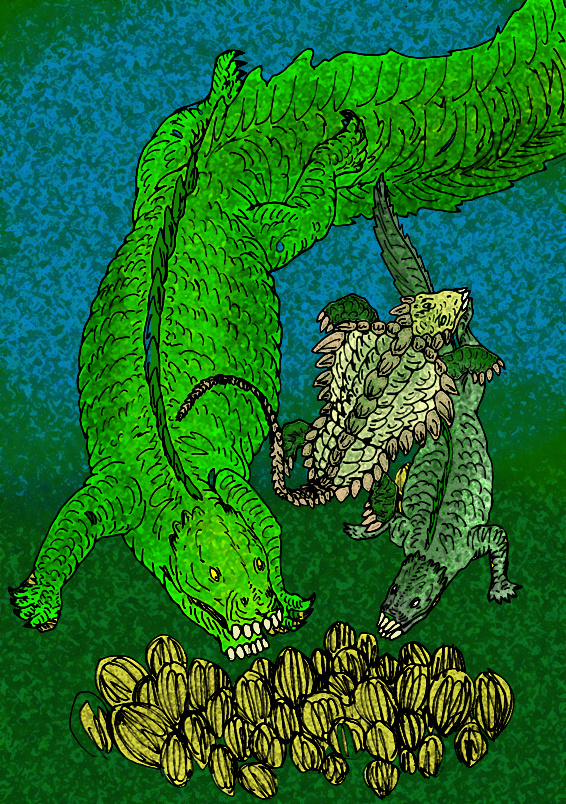
Twee grote salamanderachtige placodonten van links naar rechts: Placodus en Paraplacodus. Het schildpadachtige dier is een andere placodont, Cyamodus.

Paraplacodus is een uitgestorven schildpadachtig geslacht behorende tot de Placodontia. Paraplacodus leefde in het Trias, in het gebied wat nu Noord-Italië omvat.
Paraplacodus wordt gekenmerkt door zijn hagedisachtige voorkomen. Net als elk ander lid van de orde der Placodontia at Paraplacodus schelpdieren, die hij kraakte met zijn ronde, stompe tanden. Paraplacodus werd 1 tot anderhalve meter lang.
Tot dusver is er één soort bekend van Paraplacodus, genaamd Paraplacodus broili, waarvan een fossiel is gevonden door Bernard Peyer in 1931. Paraplacodus betekent 'bijna Placodus', een soort die qua uiterlijk en bouw bijna gelijk is aan Paraplacodus.